# Diplodira
Diplodira é um gênero de traça pertencente à família Arctiidae.